# Чесак, Валерий Алькорович
Валерий Алькорович Чесак (род. 17 ноября 1969) — советский и украинский легкоатлет, специалист по бегу на длинные дистанции и кроссу. Выступал за сборные СССР и Украины по лёгкой атлетике в 1986—1996 годах, обладатель серебряной медали чемпионата Европы среди юниоров, чемпион Украины в беге на 5000 и 10 000 метров, рекордсмен страны, участник ряда крупных международных стартов. Представлял Днепропетровск и спортивное общество «Авангард».

## Биография
Валерий Чесак родился 17 ноября 1969 года. Занимался лёгкой атлетикой в Днепропетровске, выступал за Украинскую ССР и добровольное спортивное общество «Авангард».
Впервые заявил о себе на всесоюзном уровне в сезоне 1986 года, когда вошёл в состав советской сборной и выступил на юниорском мировом первенстве в Афинах, где в зачёте бега на 10 000 метров занял итоговое 13-е место. Также в этом сезоне на соревнованиях в Днепропетровске установил ныне действующий юношеский рекорд Украины в беге на 3000 метров — 8:18.02.
В 1987 году стартовал на чемпионате мира по кроссу в Варшаве, в гонке юниоров показал на финише 24-й результат. Позднее на юниорском европейском первенстве в Бирмингеме завоевал серебряную награду в беге на 20 км по шоссе.
В 1988 году бежал 20 км на юниорском мировом первенстве в Садбери, финишировал шестым.
После распада Советского Союза Чесак продолжил спортивную карьеру в составе украинской национальной сборной. Так, в 1992 году он стал чемпионом Украины в беге на 5000 метров, тогда как на соревнованиях в итальянском Гарньяно установил рекорд Украины в беге на 10 миль — 48:07.
В 1994 году одержал победу на чемпионате Украины в дисциплинах 5000 и 10 000 метров, занял 126-е место на чемпионате мира по кроссу в Будапеште и 71-е место на чемпионате Европы по кроссу в Алнике.
В 1995 году вновь выиграл чемпионат Украины в беге на 10 000 метров, с личным рекордом 1:04:51 победил на полумарафоне в Ферраре, финишировал восьмым на Римском полумарафоне, занял 15-е место на полумарафоне в Милане. Будучи студентом, представлял Украину на Всемирной Универсиаде в Фукуоке, где в программе марафона сошёл с дистанции.
В 1996 году отметился выступлением на кроссовом чемпионате мира в Стелленбосе, расположился в итоговом протоколе соревнований на 97-й строке.